# Batalla de Fort Niagara
La batalla de Fort Niagara fue una de las batallas finales de la guerra franco-india. El ataque británico a Fort Niagara fue parte de la campaña de expulsar a los franceses de sus fortificaciones de los Grandes Lagos y del territorio del Ohio, permitiendo así una invasión a Nueva Francia desde el oeste para unirse al general James Wolfe, que avanzaba por el este.

## La batalla
En junio de 1759, el capitán francés Pouchot envió a 2.500 de sus 3.000 hombres a preparar los enfrentamientos en el valle del Ohio. Tras haber reforzado Fort Oswego, el general Prideaux llegó a Fort Niagara el 6 de julio con sus 2.500 hombres. Los franceses tenían aproximadamente 100 aliados indios, que huyeron cuando llegaron los ingleses. el capitán Pouchot organizó una vigorosa defensa. El comandante inglés, William Johnson consiguió que los franceses capitulasen el 26 de julio tras 20 días de duro asedio y después de que una fuerza de auxilio francesa fuese vencida por los ingleses.

## Consecuencias
Tras la pérdida de Fort Niagara, la falta de hombres debido a que Louis-Joseph Montcalm los había trasladado a Quebec llevó a los franceses a abandonar diversos fuertes de la zona, incluyendo Fort Carillon, que con tanto ahínco habían defendido de los ingleses un año atrás. Pese a que el camino hasta Quebec había quedado abierto, la resistencia de los hombres de Fort Niagara prolongó la guerra un año más.